# شریل (نیویورک)
شریل (به انگلیسی: Sherrill) شهری در شهرستان اونیدا ایالت نیویورک است که در سرشماری سال ۲۰۱۰ میلادی، ۳۱۴۷ نفر جمعیت داشته است. شریل، به‌طور رسمی در تاریخ ۱۹۱۶ میلادی به‌عنوان یک شهر شناخته شد.